# ارتباط تقویتی و جایگزین

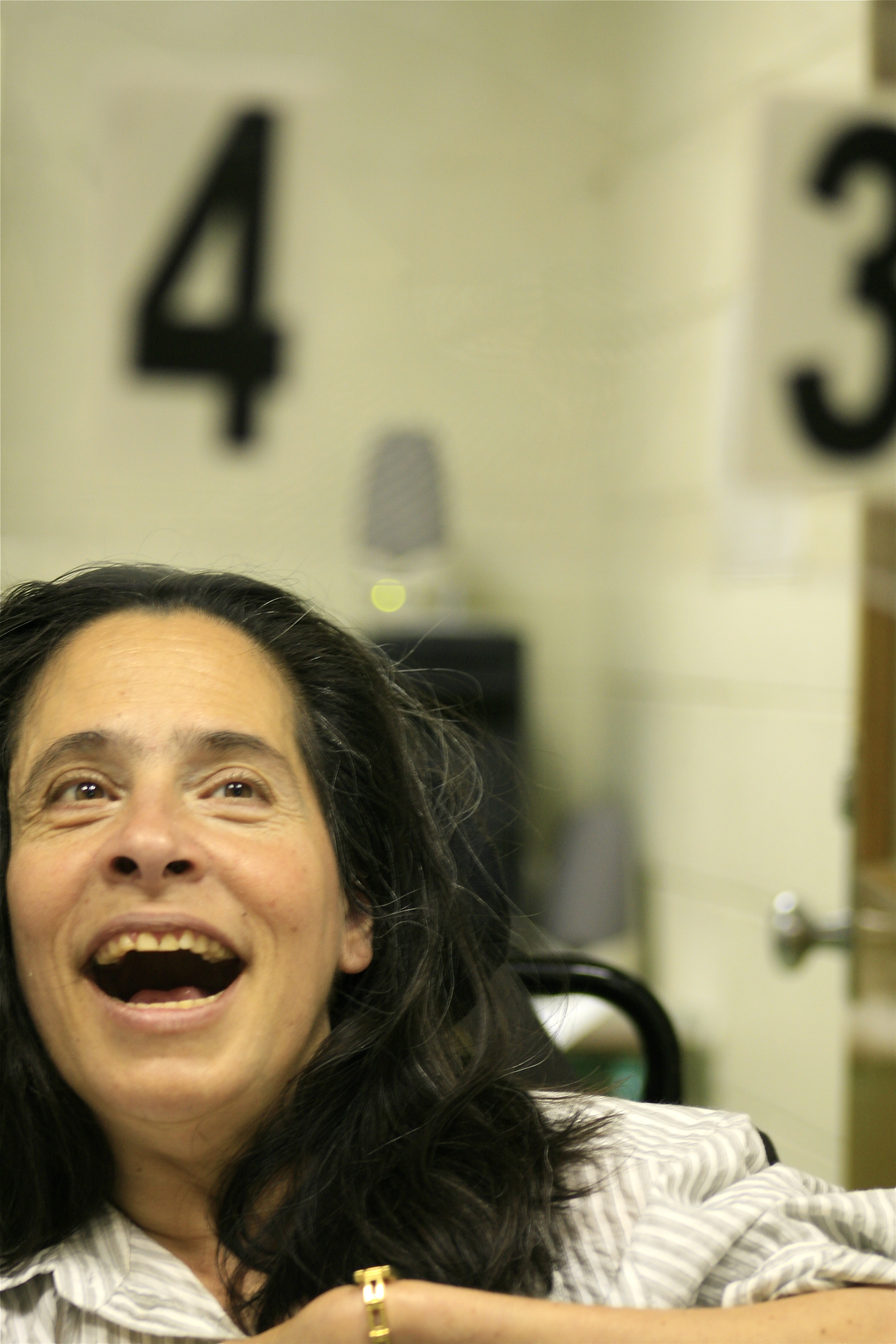
یک کاربر AAC با کمک چشم خود یک سری اعداد را روی تابلوی ارتباطی و به منظور انتقال یک کلمه نشان می‌دهد.

ارتباط تقویتی و جایگزین یا ای ای سی (به انگلیسی:Augmentative and alternative communication با سرواژه انگلیسی:AAC) اصطلاحی برای اشاره به روش‌های ارتباطی تکمیل یا جایگزین کننده گفتار یا نوشتار می‌باشد. این روش‌ها عمدتاً در افرادی که در تولید یا درک زبان گفتاری یا نوشتاری دچار اختلال هستند کاربرد دارند. AAC توسط افرادی با طیف وسیعی از اختلالات در گفتار و زبان، از جمله اختلالات مادرزادی مانند فلج مغزی، ناتوانی‌های رشدی و طیف اوتیسم، و شرایط اکتسابی مانند اسکلروز جانبی آمیوتروفیک و بیماری پارکینسون استفاده می‌شوند. AAC می‌تواند یک افزوده دائمی یا موقت برای یاری رسانی در ارتباط فرد باشد. استیون هاوکینگ، فیزیک‌دان شناخته‌شده بریتانیایی، از AAC برای برقراری ارتباط از طریق یک سامانه و دستگاه تولیدکننده گفتار استفاده می‌کرد.

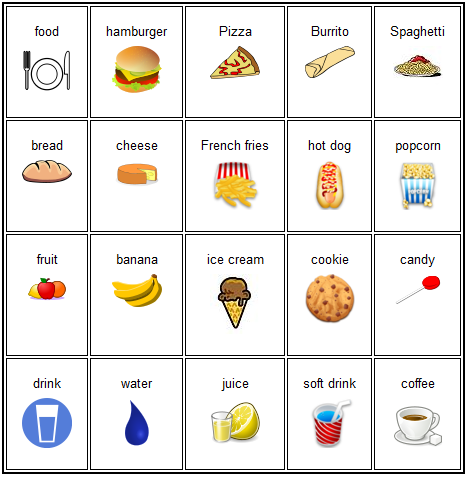
یک نمونه ساده از AAC

استفاده نوین از AAC در دهه ۱۹۵۰ میلادی با ساخت سامانه‌هایی برای بیمارانی که توانایی صحبت کردن را به دنبال جراحی‌های خاص از دست داده بودند آغاز شد. در طول دهه‌های ۱۹۶۰ و ۱۹۷۰ میلادی و به دلیل تعهد فزاینده در غرب نسبت به گنجاندن افراد دارای ناتوانی در جامعه اصلی و توسعه مهارت‌های مورد نیاز برای استقلال آنان، استفاده از زبان اشاره و سپس ارتباط با کمک از نمادهای گرافیکی بسیار رشد کرد. در دهه ۱۹۸۰ میلادیAAC به عنوان یک رشته منفرد شروع به ظهور کرد. پیشرفت سریع در فناوری، از جمله پیشرفت در میکرو رایانه‌ها و روش‌های تبدیل متن به گفتار، راه را برای ظهور دستگاه‌های ارتباطی با خروجی گفتار دارای گزینه‌های متعدد و افزایش دسترسی‌پذیری ارتباطی در افراد ناتوان را باز کرد.
سامانه‌های AAC متنوع هستند. از بعضی از آنان می‌توان بدون کمک از هیچ ابراری و با استفاده از زبان بدن یا حتی آواز خواندن نیز استفاده نمود و بعضی از این سامانه‌ها فقط می‌توانند با کمک ابزارهایی جانبی و خارجی استفاده شوند.
کنوانسیون حقوق افراد دارای ناتوانی، ارتباط تقویتی و جایگزین را به عنوان اشکالی ارتباطی شامل زبان‌ها و همچنین روش‌های استفاده از نمایش متن، چاپ با فونتی بزرگ، ارتباطات لمسی، استفاده از زبانی ساده و واضح، استفاده از روش‌های چند رسانه ای در دسترس و فناوری اطلاعات و ارتباطات دارای قابلیت دسترسی‌پذیری تعریف می‌کند.